# Santuario de Nuestra Señora de la Muela (Corral de Almaguer)
El Santuario de Nuestra Señora de la Muela se encuentra en el cerro de la Muela en la localidad de Corral de Almaguer (provincia de Toledo). En él se encuentra la Santísima Virgen de la Muela patrona de Corral de Almaguer y Santa Águeda.
El Santuario se encuentra a 4 km de Corral de Almaguer a donde llevan a la Virgen en romería el primer domingo de mayo y donde la traen el primer domingo de septiembre.
El santuario tiene dos salas:
- el altar mayor donde se encuentra la Virgen de la Muela Coronada, en cada lado del retablo hay dos imágenes de la virgen de Fátima y San Nicolás. Esta sala está separada en dos partes mediante un gran enrejado de madera. en la parte de atrás se encuentra elcoro, donde se encuentran las andas de la virgen y de Santa Águeda y las banderas de las "quintas"
- la capilla de Santa Águeda, donde se encuentra la imagen de la misma, y la imagen de santa Lucía. En esta estancia, que sirve de paso entre el pasillo central y el altar mayor, se encuentran unos murales pintados en sus cuatro paredes, de gran importancia artística.

El Santuario tiene dos puertas:
- la del norte sale a los jardines del Santuario y la del sur , por donde sale la virgen en la "Traída" y entra en la "llevada"

También dispone de un pasillo central por donde se comunican la capilla de Santa Águeda y la casa del santero. Detrás del altar se encuentra el camarín, un gran tesoro, con grandes pinturas. También en el altar se encuentra la santa piedra molida con la imagen de la Virgen de la Piedad, se conserva de la Antigua ermita, donde estaba en la puerta, bajo un pequeño tejado.
La capilla de santa Águeda,en 1985 se descubrieron unos frescos renacentistas tras unas obras en el santuario.

## Virgen de la Muela

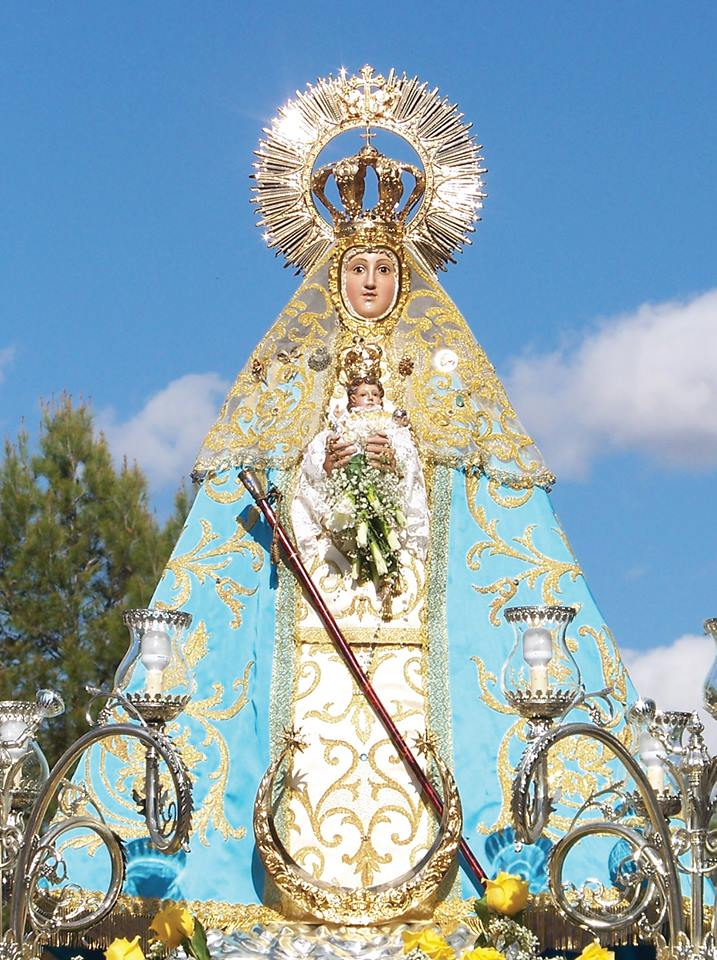

La Virgen de la Muela es una advocación mariana de la iglesia católica, se le rinde culto en este Santuario, tiene gran devoción a nivel regional.
Es la única imagen que se salvó en la guerra civil en esta localidad toledana.
"Cuenta la leyenda que un pastor paseaba a sus ovejas cerca del cerro de la muela, cuando de repente se le apareció la virgen sentada en una muela de molino, de ahí su nombre". El pastor se asustó de la aparición y le lanzó una piedra que dio en el ojo a la Virgen, de ahí que se la represente "tuerta" de un ojo. Lamentablemente no hay constancia de la fecha.
-Actos Honoríficos- La Virgen de la Muela fue nombrada alcaldesa perpetua y honorífica de [corral de Almaguer] en 1959, también fue coronada canónicamente el 18 de mayo de 2013, con más de 6.000 firmas de todos sus devotos para coronarla, fue coronada por el arzobispo de toledo Don Braulio Rodríguez Plaza, quien presidió la Eucaristía. 
Nuestra señora de la Muela tiene una gran devoción a nivel regional
La virgen tiene cerca de unos treinta mantos. Son donaciones de devotos. 
Su romería se celebra el primer domingo de mayo con la "Traída" de la Virgen a su pueblo, donde el tercer fin de semana de mayo se celebran las fiestas patronales en su honor, y el primer domingo de septiembre regresa a su Santuario.
- Datos: Q5836521
- Multimedia: Santuario de Nuestra Señora de la Muela / Q5836521